# 캐스트 어웨이
《캐스트 어웨이》(영어: Cast Away)는 2000년에 개봉한 미국의 생존 드라마 영화로, 로버트 저메키스가 감독과 제작을 맡았으며 톰 행크스, 헬렌 헌트, 닉 서시가 출연했다. 행크스는 남태평양에서 비행기 추락 사고로 무인도에 고립된 페덱스 분쟁 중재자 역을 맡았으며, 영화는 그가 살아남고 귀향하기 위해 필사적으로 노력하는 과정에 초점을 맞추고 있다. 초기 촬영은 1999년 1월부터 3월까지 진행되었고, 2000년 4월에 재개되어 5월에 종료되었다.
《캐스트 어웨이》는 2000년 12월 22일 북미에서는 20세기 폭스가, 해외 시장에서는 드림웍스 픽처스가 배급했다. 전 세계적으로 4억 2,960만 달러의 흥행 수입을 올리며 2000년 흥행 수입 3위를 기록했다. 이 영화는 평론가들로부터 대체로 긍정적인 평가를 받았는데, 특히 각본과 행크스의 연기가 호평을 받았다. 행크스는 이 작품으로 제58회 골든글로브 시상식에서 드라마 부문 남우주연상을 수상했으며, 제73회 아카데미 시상식 남우주연상 후보에 올랐다.

## 줄거리
1995년, 시스템 분석가인 척 놀랜드는 회사 창고에서 생산성 문제를 해결하기 위해 전 세계를 여행하는 페덱스 임원이다. 그는 테네시 주 멤피스에서 여자 친구 켈리 프리어스와 함께 살고 있다. 부부는 결혼을 원하지만 척의 바쁜 일정 때문에 결혼을 할 수 없다. 가족 크리스마스 저녁 식사 중에 척은 말레이시아의 업무 문제를 해결하기 위해 소환된다. 그러나 그가 타고 있는 페덱스 화물기는 거센 폭풍을 만나 태평양에 추락한다. 척은 충돌의 유일한 생존자이며 팽창식 보트로 탈출하여 그 과정에서 비상 위치 송신기를 잃는다. 다음날 그는 무인도에 안착한다.
다음 며칠 동안 여러 페더럴 익스프레스 패키지와 페덱스 조종사 중 한 명인 '앨버트 R. 밀러'의 시체가 해변으로 밀려온다. 시신을 매장한 이후 척은 지나가는 배에 신호를 보내지만 실패하고 손상된 구명 보트를 이용해 탈출하려고 하지만 거센 파도가 그를 산호초에 던져 다리를 다친다. 그는 충분한 음식, 물, 피난처를 찾는다. 척은 대부분의 패키지를 열어 몇 가지 유용한 아이템을 찾았지만 한 쌍의 황금 천사 날개가 그려진 패키지는 열지 않는다. 불을 피우려고 시도하는 동안 척은 손을 베었다. 그는 윌슨사(Wilson Sporting Goods)의 배구공을 포함하여 패키지에서 여러 물건을 찾아내고 이 과정에서 배구공에 피 묻은 손자국을 남긴다. 이후 척은 얼룩진 피로 얼굴을 그리고 공을 "윌슨"(Wilson)이라고 이름까지 지어주고 말을 걸기 시작한다. 그는 섬에 있는 나머지 시간 동안 정기적으로 윌슨과 대화를 나눈다.
4년 후인 1999년, 이제 긴 머리에 수염이 난 수척한 척이 동굴로 이사했다. 휴대용 변기 인클로저의 큰 부분이 섬으로 밀려온 후 그는 플라스틱을 돛으로 사용하여 뗏목을 만든다. 척은 물과 개봉하지 않은 페더럴 익스프레스 패키지를 비축한 뗏목을 성공적으로 발사한다. 척과 뗏목은 폭풍우에서 살아남았지만 그 후 윌슨은 뗏목에서 떨어져 떠내려간다. 척은 깨어나 윌슨을 구하려고 헛되이 시도하지만 그의 상실에 대해 슬퍼하게 된다. 얼마 지나지 않아 그는 지나가던 컨테이너선에 구조된다.
문명으로 돌아온 척은 단정하고 깔끔하게 면도한 척이 가족과 친구들에 의해 사망 신고를 받았다는 사실을 알게 된다. 나중에 그는 멤피스의 페덱스 본사에서 열리는 영웅의 환영 홈 파티로 돌아간다. 그곳에서 그는 켈리가 결혼한 후 딸이 있다는 것을 알게 된다. 비오는 밤, 척은 켈리의 집을 방문하여 그녀와 재회한다. 둘 다 여전히 서로 사랑하지만 척은 켈리에게 새 가족에 대한 책임을 상기시킨다. 그녀는 척에게 그의 오래된 지프를 주었고 그들은 슬프게도 헤어진다. 척은 개봉하지 않은 페더럴 익스프레스 패키지를 보낸 사람에게 반환하기 위해 텍사스로 운전한다. 집을 아무도 찾지 못한 그는 소포가 자신의 생명을 구했다는 메모와 함께 소포를 문에 남겨 둔다. 그는 트럭을 타고 출발하여(트럭에서 윌슨 배구공을 하나 더 사서 조수석에 실었다) 외딴 교차로에 정차한다. 픽업트럭에 탄 여성이 멈춰 서서 각각의 길이 어디로 가는지 알려준다. 그녀가 차를 몰고 가면서 척은 트럭 뒷문에 소포에 있는 것과 똑같은 천사 날개가 그려져 있는 것을 발견한다. 그는 각 길을 내려다보며 어느 길로 가야 할지 결정하려고 한다. 결국 척은 여자가 택한 길을 바라보며 미소를 짓는다.

## 출연
- 톰 행크스 - 척 놀랜드 역
- 헬렌 헌트 - 켈리 프리어스 역
- 닉 서시 - 스탠 역
- 제니퍼 루이스 - 베카 트위그 역
- 크리스 노스 - 제리 러빗 역
- 라리 화이트 - 베티나 피터슨 역
- 빈스 마틴 - 앨버트 "앨" 밀러 역
- 제프리 블레이크 - 메이너드 그레이엄 역

## 제작

### 개발
2017년 《할리우드 리포터》와의 배우 좌담회에서 톰 행크스는 다음과 같이 밝혔다.
《캐스트 어웨이》를 만든 것은 삶의 필수 요소인 음식, 물, 거처, 불, 그리고 동료가 전혀 없는 상태에서 4년간의 절망이라는 개념을 탐구하고 싶었기 때문입니다. 하지만 이를 실제로 탐구할 수 있는 연합체를 구성하는 데 6년이 걸렸죠. 저는 3분의 1밖에 갖고 있지 않았고, 빌 브로일스도 3분의 1만 갖고 있었는데, 밥 저메키스가 와서 나머지 3분의 1을 제공했습니다. 처음 아이디어는 제가 냈습니다. 페덱스에 관한 기사를 읽다가 소포를 가득 실은 747기가 하루에 세 번씩 태평양을 건너다닌다는 사실을 알게 됐죠. 그래서 문득 '저 비행기가 추락하면 어떻게 될까?' 하는 생각이 들었습니다.— 톰 행크스, 2017년

### 촬영

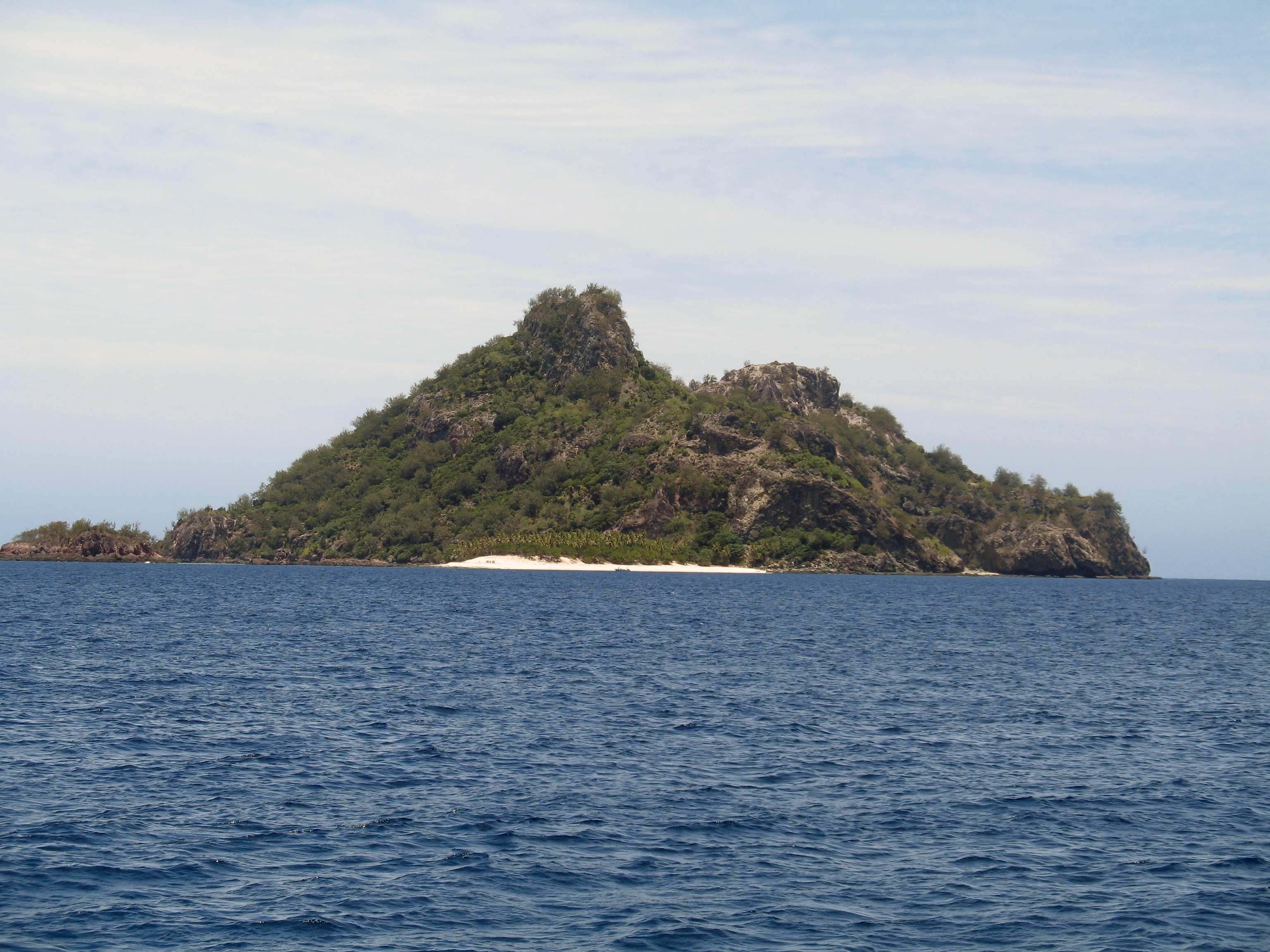
모누리키섬

영화는 시간 순서대로 촬영되지 않았다. 1999년 1월 18일에 촬영이 시작되었다가 2개월 후 중단되었다. 촬영은 2000년 4월 3일에 재개되어 다음 달에 종료되었다. 행크스는 극적인 변신 효과를 위해 제작 준비 기간 동안 23kg을 증량했다. 대부분의 장면이 촬영된 후에는 제작이 중단되어 그가 체중을 감량하고 머리카락과 수염을 기르면서 수년간 섬에서 살아온 모습을 연출할 수 있게 했다. 귀환 장면을 촬영하기 전에도 4개월간의 제작 중단이 있었다. 1년간의 공백 기간 동안 저메키스는 동일한 촬영 팀과 함께 《왓 라이즈 비니스》라는 다른 영화를 제작했다. 영화가 제작되는 동안 행크스는 다리에 감염된 상처로 인해 목숨을 잃을 뻔했다. 그는 수술을 받기 위해 현지 병원으로 긴급 이송되어 3일간 입원했다. 《캐스트 어웨이》 촬영은 행크스가 부상에서 회복할 수 있도록 3주간 중단되었다. 촬영은 총 16개월 동안 진행되었다.
《캐스트 어웨이》는 피지의 마마누카 제도에 속한 모누리키섬에서 촬영되었다. 이 섬은 피지에서 가장 큰 섬인 비티레부 해안에 위치한 마마누카 군도의 하위 군도에 속해 있다. 이 섬은 영화가 개봉된 후 관광 명소가 되었다. 척이 돌아온 후, 켈리는 이 섬이 "쿡 제도에서 남쪽으로 약 970km 떨어져 있다"고 밝히지만, 실제로는 쿡 제도의 최남단 망가이아와 남극 사이에는 육지가 없다.
영화는 텍사스 캐네디언시 남쪽의 텍사스 팬핸들에 있는 애링턴 목장에서 시작해서 같은 장소에서 끝난다.

### 음악
영화의 절제된 음악은 앨런 실베스트리가 작곡하고 지휘했으며, 이 영화로 그는 2002년 그래미상을 수상했다. 영화의 사운드트랙은 척이 섬에 있는 동안 음악과 자연의 소리(새소리나 곤충 소리 등)가 거의 없다는 점이 특징적인데, 이는 고립된 느낌을 강조하기 위한 의도였다. 《캐스트 어웨이》는 척이 섬을 탈출하기 전까지 오리지널 음악이 전혀 없다. 다만, 영화 초반에 들리는 러시아 합창곡이 있는데, 실베스트리가 작곡하거나 녹음한 것이 아니어서 영화 사운드트랙 목록에는 포함되지 않았다. 이 노래는 레프 크니퍼가 작곡한 "오, 나의 들판"("폴류시코, 폴예")이라는 전통 러시아 노래로, 다양한 적군 찬가 모음집에서 들을 수 있다.
공식 사운드트랙 CD는 저메키스가 감독하고 실베스트리가 음악을 맡은 모든 영화의 음악을 모은 선집이다. 《캐스트 어웨이》에서 유일하게 수록된 곡은 엔딩 크레딧에 삽입된 주제곡이다.
《캐스트 어웨이》 사운드트랙은 엘비스 프레슬리, 척 베리, 찰스 브라운 등이 노래한 10개의 트랙으로 구성되어 있다.

### 페덱스
페덱스는 자사의 시설(멤피스, 로스앤젤레스, 모스크바)과 비행기, 트럭, 유니폼, 물류 지원을 제공했다. 페덱스 마케팅 팀은 2년이 넘는 촬영 기간 동안 제작 과정에 참여했다. 페덱스 CEO 프레드 스미스는 척의 귀환을 환영하는 장면에서 본인 역으로 출연했는데, 이 장면은 테네시주 멤피스에 있는 페덱스 본사에서 촬영되었다. 페덱스 비행기 추락을 소재로 한 이야기는 처음에는 "회사를 놀라게 했지만", 전체적인 이야기는 긍정적으로 받아들여졌다. 영화에 제품을 협찬하지 않은 페덱스는 영화 개봉 이후 아시아와 유럽에서 브랜드 인지도가 상승했다.

### 배구공 윌슨
《캐스트 어웨이》에서 배구공 윌슨은 척 놀랜드가 무인도에서 홀로 보낸 4년 동안 그의 의인화된 친구이자 유일한 동반자 역할을 한다. 배구공 제조사인 윌슨 스포팅 굿즈의 이름을 따서 명명된 이 캐릭터는 각본가 윌리엄 브로일스 주니어가 창조했다. 영화 제작을 위한 조사 과정에서 그는 전문 생존 전문가들과 상담했고, 스스로를 칼리포르니아만의 고립된 해변에 일주일 동안 고립시켜 물과 음식을 찾고 거처를 마련하는 경험을 하기로 했다. 이 기간 동안 해변으로 떠밀려 온 배구공이 영화 속 무생물 동반자의 영감이 되었다. 각본 측면에서 윌슨은 혼자만의 상황에서 현실감 있는 대화를 가능하게 하는 장치이기도 했다.
페덱스 오피스의 전 CEO인 켄 메이가 원조 배구공 소품 중 하나를 경매에서 18,500달러에 구입했다는 소문이 있으나 확인되지는 않았다. 영화 개봉 당시 윌슨사는 톰 행크스와 '공동 출연'한 자사 제품을 중심으로 홍보를 진행했다. 윌슨은 한쪽 면에 피 묻은 손자국 얼굴이 재현된 배구공을 제작했다. 이 제품은 영화 개봉 초기에 한정판으로 판매되었으며 현재도 회사 웹사이트에서 구매할 수 있다.

## 한국판 성우진(KBS)
- 오세홍 - 척(톰 행크스)
- 송도영 - 켈리(헬렌 헌트)
- 강구한 - 스탠(닉 시어시)
- 임은정 - 그웬(비브카 데이비스)
- 온영삼 - 기장(마이클 포레스트)
- 서문석 - 앨(빈스 마틴)
- 송덕희 - 베티나(라리 화이트)
- 장승길 - 유리(피터 본 버그)
- 전인배 - 제리(크리스 노스)
- 이승주 - 피터(제이 아코폰)
- 장호비 - 조종사(가렛 데이비스)

## 수상 및 후보
후보
- 제73회 아카데미상 - 아카데미 남우주연상 - 톰 행크스
- 제73회 아카데미상 - 아카데미 음향상 - 랜디 톰, 톰 존슨, 데니스 S. 샌즈, 윌리엄 B. 캐플런

수상
- 제6회 크리틱스 초이스 영화상(2001년) - Best Inanimate Object - 윌슨
- 제58회 골든 글로브상 - Best Actor in a Motion Picture – Drama - 통 행크스
- 제44회 그래미상 - Best Instrumental Composition - 앨런 실베스트리

## 같이 보기
- 촬영지
  - 모누리키(Monuriki) - 태평양에 있는 피지의 섬
  - 캐나디안 (텍사스주) - 사거리